# Isola McKean
L'isola di McKean è un piccolo atollo disabitato dell'oceano Pacifico situato nell'arcipelago delle isole della Fenice ed appartenente alla Repubblica di Kiribati.
Ha una superficie di 0,6 km².

## Flora e Fauna
L'isola è circondata da una barriera corallina piatta, la spiaggia è composta da roccia corallina e detriti e si eleva sino a 5 m s.l.m. Il centro dell'isola è caratterizzato da una depressione al cui interno si trova una laguna poco profonda e con un alto livello di salinità. Sull'isola non c'è acqua dolce e non ci sono falde acquifere.
La vegetazione è composta da cespugli, arbusti ed erba, mancano totalmente gli alberi.
Sull'isola è presente la più grande colonia di nidificazione di fregata minore (Fregata ariel) che arriva a raccogliere sino a 85.000 esemplari. Oltre ad essa sono state censite altre 29 specie di uccelli marini. L'unico esemplare di mammifero presente sul territorio è il ratto polinesiano; esiste inoltre una specie di gechi che popola l'atollo.
Nel 2002 il naufragio di un peschereccio ha trasportato sull'isola numerosi ratti asiatici che, una volta stanziati, hanno decimato la popolazione di uccelli delle tempeste, sterne blu e di altre specie.

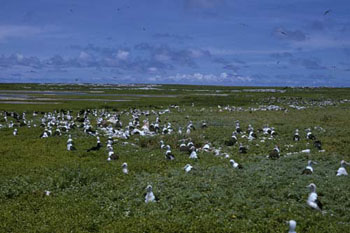
Una colonia di uccelli marini sull'isola di McKean

## Storia
L'isola McKean fu la prima delle isole della Fenice ad essere avvistata e nominata. Fu scoperta il 28 maggio 1794 dal capitano britannico Henry Barber della nave Arthur mentre navigava da Botany Bay nel Nuovo Galles del Sud verso le coste nord-occidentali degli Stati Uniti. Vedendo che l'isola era disabitata il capitano la battezzò "Drummond's Island" (isola di Drummond). Successivamente fu rinominata isola Arthur e con questo nome appare in molte carte nautiche dell'epoca.
Negli anni successivi l'isola fu visitata da diverse imbarcazioni: nel 1830 fu avvistata dalla baleniera Japan comandata dal capitano Shubael Chase, nel 1832 il capitano Worth la confuse con Onotoa e nel 1834 un'imbarcazione sconosciuta avvistò l'isola e la nominò isola di Wigram.
Il suo nome attuale gli fu dato nel 1840 dal comandante Charles Wilkes del United States Exploring Expedition, la missione americana di esplorazione del Pacifico. Nonostante questo l'isola venne classificata come "necessitante di conferma" almeno fino al 1871 quando fu inserita nella Findlay's Directory basandosi sulle mappe del cartografo John Arrowsmith.
Il possesso dell'isola fu reclamato dagli Stati Uniti nel marzo del 1856 sulla base del Guano Islands Act. L'attività di recupero e di trasporto del guano fu fiorente sull'isola tra il 1859 e  i primi anni 60 verso la fine degli anni 60 del XIX secolo l'interesse per l'isola calò notevolmente e solo di rado fu visitata dalle imbarcazioni.
Successivamente l'isola divenne parte della colonia britannica delle isole Gilbert ed Ellice e nel 1979 passò sotto il diretto controllo della neonata Repubblica di Kiribati.
L'isola è un'area protetta sin dal 1938 grazie alla presenza di numerose colonie di uccelli marini. Nel 2008 è entrata a far parte, come il resto dell'arcipelago, della più grande riserva marina del mondo (PIPA - Phoenix Islands Protected Area).
Secondo alcune ipotesi, l'isola di McKean potrebbe essere il luogo, o uno dei luoghi, in cui visse la famosa aviatrice Amelia Earhart dopo l'incidente aereo che la coinvolse. Nell'ottobre del 1989 l'isola fu meta di una spedizione organizzata dal TIGHAR (The International Group for Historical Aircraft Recovery) volta alla ricerca di prove della presenza dell'aviatrice.

## Strutture
sull'isola sono state trovate delle rovine dei resti dell’estrazione di guano